# Ferreruela
Ferreruela település Spanyolországban,  Zamora tartományban. Ferreruela Vegalatrave, Gallegos del Río, Riofrío de Aliste, Tábara, Pozuelo de Tábara, Olmillos de Castro és Losacio községekkel határos. Lakosainak száma 419 fő (2024).

## Népesség
A település népessége az utóbbi években az alábbiak szerint változott:
| Lakosok száma | 652  | 596  | 586  | 552  | 543  | 516  | 498  | 466  | 429  | 419  |
|               | 2001 | 2004 | 2007 | 2009 | 2012 | 2014 | 2017 | 2019 | 2022 | 2024 |